# Радужне (Курманський район)
Ра́дужне (до 1945 року — Ваку́ф-Кир-Байла́р, Кир-Байла́р-Ваки́ф; крим. Qır Baylar Vaqıf) — село Курманського району Автономної Республіки Крим.
Відстань від райцентру до населеного пункта становить 31 кілометрів по прямій.